# Élections sénatoriales françaises de 1948
Les élections sénatoriales françaises de 1948 ont lieu le 7 novembre dans le but d'élire les représentants au Conseil de la République. Elles font suite aux élections sénatoriales françaises de 1946 et constituent les deuxièmes élections sénatoriales françaises sous la Quatrième République.

## Contexte
La plupart des partis politiques lors de ces élections affichent un anticommunisme et un antigaullisme. Le RGR adresse une circulaire aux grands électeurs, signé par son Président Gabriel Cudenet. Il y écrit des propos anticommunistes, soulignant être « contre la menace d'un collectivisme révolutionnaire dans les mots et opportunistes dans les actes » et « contre le danger mortel d'une conspiration permanente organisée sur notre sol, par la volonté d'un Empire étranger ». Il propose alors de « sauver la monnaie » et « sauver la classe moyenne ». Cette circulaire est reproduite en province par la presse radicale-socialiste, les représentants locaux adoptent ainsi un discours républicain et une stratégie d'alliance avec les socialistes. 
Jacques Fauvet, dans un article du 6 novembre 1948, souligne un nombre élevé de listes communes entre radicaux-socialistes et socialistes par une logique d'être « contre un certain gaullisme et contre le communisme » et estime que s'il faut gouverner, « c'est alors que se poseront de nouveau entre radicaux et socialistes des dilemmes économiques ».
Le MRP à l'échelle nationale, déclare pour les élections : « NOS ADVERSAIRES : les ennemis du régime républicain : RPF et PC ». Les tentatives d'unions avec les socialistes échouent au second tour, notamment dans les Côtes-du-Nord.
Le RPF de son côté, peine à empêcher la construction d'alliances locales avec les droites non gaullistes, comme dans la Manche, où un seul des trois candidats de droite est du parti gaulliste.
Les trois candidats accompagnent leur profession de foi par une lettre de Charles de Gaulle, celle-ci demandant « de voter pour les candidats unis par le Rassemblement du peuple français ». Cette liste d'union « RPF et des indépendants » dénonce la Constitution de 1946 et critique le mode de fonctionnement du nouveau Conseil de la République.

## Mode de scrutin
Deux ans après des élections sénatoriales à la proportionnelle ayant donné un avantage au MRP et au PCF. Le Conseil de la République est entièrement renouvelé avec un nouveau scrutin, déterminé par une nouvelle loi, votée le 23 septembre 1948. La loi fixe la durée du mandat de Conseiller de la République à 6 ans, avec renouvellement par moitié du Conseil de la République tous les 3 ans. 
Les 320 membres de la Haute Assemblée sont élus sur des scrutins de liste par département par un collège composé des députés représentant le département, des conseillers généraux, et surtout des « grands électeurs » issue des conseils municipaux. Le mode de scrutin donne un grand poids aux communes rurales.

## Résultats
|       |                                                |      |     |        |     |  |  |  |  |
| Parti | Parti                                          | %    | +/- | Sièges | +/- |  |  |  |  |
|       | Parti communiste français                      | 5,6  | 19  | 18     | 57  |  |  |  |  |
|       | Rassemblement Démocratique Africain            | 0,9  | 0   | 3      | 0   |  |  |  |  |
|       | Section française de l'Internationale ouvrière | 19,4 | 1   | 62     | 2   |  |  |  |  |
|       | Rassemblement des gauches républicaines        | 27,2 | 14  | 87     | 44  |  |  |  |  |
|       | Mouvement républicain populaire                | 6,6  | 19  | 21     | 54  |  |  |  |  |
|       | Centre républicain d'action rurale et sociale  | 4,7  | 0   | 15     | 0   |  |  |  |  |
|       | Républicains indépendants                      | 13,1 | 8   | 42     | 27  |  |  |  |  |
|       | Parti républicain de la liberté                | 3,8  | 1   | 12     | 1   |  |  |  |  |
|       | Action démocratique et républicaine            | 17,8 | 0   | 57     | 0   |  |  |  |  |

## Analyse
Peu de changement ressort des élections, à part une percée des gaullistes du Rassemblement du peuple français, rassemblés au sein du groupe d'Action Démocratique et Républicaine qui conquièrent 57 sièges sur 320. Un renouveau des radicaux est également noté ; ils enregistrent leur premier succès depuis la fin de la Seconde Guerre mondiale. Ces derniers fédèrent le Rassemblement des gauches républicaines, qui devient le principal groupe à la haute chambre.

## Composition du Conseil de la République
| Groupe parlementaire                 | Groupe parlementaire                 | Groupe parlementaire                                                 | Députés                              | Députés                              | Députés |  |
| Groupe parlementaire                 | Groupe parlementaire                 | Groupe parlementaire                                                 | Membres                              | Apparentés                           | Total   |  |
| ------------------------------------ | ------------------------------------ | -------------------------------------------------------------------- | ------------------------------------ | ------------------------------------ | ------- |  |
|                                      | PCF                                  | Communiste                                                           | 15                                   | 1                                    | 16      |  |
|                                      | RDA                                  | Rassemblement Démocratique Africain (apparenté au Groupe Communiste) | 5                                    | 0                                    | 5       |  |
|                                      | SFIO                                 | Section française de l'Internationale ouvrière                       | 59                                   | 3                                    | 62      |  |
|                                      | RGR                                  | Rassemblement des gauches républicaines                              | 67                                   | 12                                   | 79      |  |
|                                      | MRP                                  | Mouvement républicain populaire                                      | 18                                   | 0                                    | 18      |  |
|                                      | CRARS                                | Centre Républicain d'Action Rurale et Sociale                        | 15                                   | 0                                    | 15      |  |
|                                      | RI                                   | Républicains indépendants                                            | 38                                   | 0                                    | 38      |  |
|                                      | PRL                                  | Parti républicain de la liberté                                      | 10                                   | 2                                    | 12      |  |
|                                      | ADR                                  | Action Démocratique et Républicaine                                  | 55                                   | 1                                    | 56      |  |
|                                      |                                      |                                                                      |                                      |                                      |         |  |
| Total de sénateurs membre de groupes | Total de sénateurs membre de groupes | Total de sénateurs membre de groupes                                 | Total de sénateurs membre de groupes | Total de sénateurs membre de groupes | 301     |  |